# Le Journal des arts
Ne doit pas être confondu avec Journal des artistes.
Le Journal des arts est un journal bimensuel publié également en version numérique quotidienne consacré à l'art et à son marché en France et dans le monde. Il est publié de 1994 à 2001 par Publications artistiques françaises (P.A.F.) et, à partir de 2002, par les éditions Artclair qui publient également la revue L'Œil.

## Historique

### Publications artistiques françaises (1994–2000)
Le Journal des Arts est créé en 1994 par Jacques Dodeman, fondateur du groupe de presse Stratégies, dans le cadre de la société Publications artistiques françaises (P.A.F). Il réunit autour d’Emmanuel Fessy une équipe de journalistes professionnels - parmi lesquels Alain Cueff, ancien rédacteur en chef de  Beaux Arts Magazine et Nicholas Powell venu du Financial Times.
Le journal souhaite apporter un regard nouveau sur le monde de l’art et son l’actualité. Il s’adresse aux membres de l’interprofession, musées, galeristes, commissaires priseurs, experts, artistes et aux amateurs qui s'intéressent à l'actualité de l'art. Pour couvrir l’actualité internationale, il crée un pool éditorial avec le groupe Allemandi, éditeur du The Art Newspaper (en) et Il giornale dell'arte, dont il a repris le concept.
Son premier numéro en mars 1994, est complété par un Agenda des arts la même année, compilant environ 4 000 expositions, foires et salons à travers le monde. Un Guide du marché de l’art sera joint au deuxième numéro, couvrant tous les aspects de ce marché dans les pays de langue française, comprenant des annuaires recensant les différents professionnels, des conseils pratiques et juridiques, des indices. Il sera ensuite publié chaque année,.
Le journal atteint rapidement une notoriété nationale et internationale. Il lance une série de suppléments comme Le Journal de l'exposition, puis Les Tableaux d’une exposition et étend sa diffusion dans la francophonie. Un nouveau titre, le Periodico del Arte, à Madrid, rejoint le pool éditorial international. Il devient bimensuel avec son 34e numéro en avril 1997, passe de 48 à 64 pages et baisse son prix. Simultanément il lance un bimestriel, le Magazine des Expositions, au format magazine, consacré aux expositions à travers le monde.
Ses pages Parti pris, permettent à tous les points de vue de s’exprimer, et ses enquêtes sont suivies jusqu’au Japon. Certaines interviews déclenchent des polémiques, comme celle de Jacques Toubon en 1997.
En avril 1998, P.A.F. rachète aux Éditions Gallimard le magazine L'Œil. Gallimard rentre à cette occasion dans son capital. Il remplace le Magazine des Expositions qui cesse de paraître.
En association avec Art Market Research à Londres, P.A.F. lance l’indice JDA Art 100, à partir des résultats communiqués par 400 organisations de ventes aux enchères dans le monde. En mars 2000, Le Journal fête son numéro 100, en éditant L’Art à la Une, un livre qui réunit ses cent premières unes commentées.
En 1999, le Journal des Arts et L'Œil mettent en ligne un site portail commun, Artindex.tm.fr. Accessible en français et en anglais le site propose des services gratuits et payants. La même année la société N@rt rachète le titre.

### N@RT (2000–2002)
La cession des titres intervient le 15 juin 2000 pour un peu moins de 20 000 000 de francs et N@rt assure désormais la parution. À la suite de tensions, le directeur général Pascal Paradis quitte le journal, suivi en 2001 par son fondateur Emmanuel Fessy qui quitte la direction de la rédaction. Il est remplacé par Philippe Régnier. Nart reporte deux fois son introduction en Bourse. Le 14 septembre 2001, il est en cessation de paiement, entraînant dans sa chute le Journal des Arts et L'Œil. Les titres sont rachetés à la barre du Tribunal de commerce de Paris par Jean-Christophe Castelain à travers les éditions Artclair.

### Artclair Éditions (depuis 2002)

#### Deux nouvelles formules
Sous l’impulsion de Jean-Christophe Castelain, une nouvelle formule est mise en chantier dès la reprise de l’éditeur avec la collaboration de l’agence Rampazzo qui aboutit en novembre 2003 à une nouvelle version du journal. Quatorze ans plus tard, en mars 2017, le journal est à nouveau remanié avec, entre autres ,un nouveau logo.

#### Passage au numérique
Artclair avait mis en ligne en 2008 une première version du site éditorial sous le nom d’Artclair.com.  En février 2012, le site change de nom pour s’appeler LeJournaldesArts.fr et un an plus tard son accès est réservé aux abonnés payants.
La version papier du Journal des Arts tend de plus en plus à devenir un journal d’analyse avec des enquêtes et des dossiers tandis que le site couvre l’actualité immédiate.

## Contenu éditorial
La rédaction commune du Journal des Arts (papier et numérique) est composée d’une équipe d’une trentaine d’auteurs et de journalistes. Elle est complétée depuis quelques années par un réseau de correspondants à l’étranger (États-Unis, Russie, Grande Bretagne…) rédigeant en français pour des lecteurs français. Jacques Attali, Pascal Ory, Emmanuel Fessy publient régulièrement des éditoriaux. Des dessinateurs de presse apportent toutes les semaines leur propre regard sur l’actualité.
Il produit également des classements annuels et a publié de 2004 à 2017 un palmarès des musées Il publie depuis 2012, « l’Artindex », un classement des artistes français et internationaux en fonction du nombre de leurs expositions et de l’importance des lieux d’exposition. Depuis 2012, il établit chaque année au printemps le tableau des fiscalités comparées du marché de l’art dans 14 pays. En 2013 il classe les 33 villes de plus de 100 000 habitants en fonction de leurs équipements culturels. En 2015 il publie un classement des écoles supérieures d’art en fonction de la réputation des artistes qui en sont diplômés.

### Rédacteurs en chef
- 1994–2001 : Emmanuel Fessy
- 2001–2011 : Philippe Régnier
- Depuis 2011 : Jean-Christophe Castelain